# Liman Dniepru i Bohu
Liman Dniepru i Bohu (ukr. Дніпровсько-Бузький лиман) – zespół dwóch limanów, znajdujących się na północnym wybrzeżu Morza Czarnego, w obwodzie chersońskim i mikołajowskim Ukrainy. Składa się z Limanu Dniepru i uchodzącego doń Limanu Bohu, do których uchodzą rzeki Dniepr i Boh.

## Zobacz
- Berezań (wyspa)